# Chapelle Saint-Avit d'Aix-en-Othe
La chapelle Saint-Avit d'Aix-en-Othe est une chapelle située à Aix-en-Othe, en France.

## Description
Elle est ce qui reste de la première église d’Aix-en-Othe. Celle-ci construite sans doute à la fin du XIIe a été remaniée au XVIe, puis peu à peu abandonnée, après la construction de l’église Notre-Dame. En 1829, elle menace ruine. Le conseil municipal décide alors de réduire l’église et de l’ériger en chapelle. Des travaux sont entrepris en ce sens. Le chœur est démoli et le mur oriental est dressé. En 1846, l’entrée de l’église est à son tour démolie et reconstruite à neuf avec plus d’élévation. Le clocher est remplacé par un simple campanile. Les années passant la chapelle se détériore à un tel point qu’en 1972, le conseil municipal décide sa démolition. C’est compter sans les efforts et le générosité d’associations de sauvegarde et de nombreux Aixois.
Aujourd’hui, cette église n’est plus qu’une chapelle dans le cimetière, mais sa silhouette harmonieuse est chère au cœur des habitants et indissociable du paysage aixois. À l’intérieur, Saint-Avit a gardé de son faste de jadis, des poutres engoulées, assez rares dans le département.

## Localisation
La chapelle est située sur la commune d'Aix-en-Othe, dans le département français de l'Aube.

## Historique
L'édifice est inscrit au titre des monuments historiques en 1975.